# Kozloduj
Kozloduj (búlgaro:Козлодуй) é uma cidade da Bulgária, localizada no distrito de Vratsa. A sua população era de 13,934 habitantes segundo o censo de 2010.

## População
| Kozloduj | Kozloduj | Kozloduj | Kozloduj | Kozloduj | Kozloduj | Kozloduj | Kozloduj | Kozloduj | Kozloduj | Kozloduj | Kozloduj | Kozloduj | Kozloduj | Kozloduj | Kozloduj | Kozloduj | Kozloduj | Kozloduj | Kozloduj |
| --- | -------- | -------- | -------- | -------- | -------- | -------- | -------- | -------- | -------- | -------- | -------- | -------- | -------- | -------- | -------- | -------- | -------- | -------- | -------- |
| Ano | 1887     | 1910     | 1934     | 1946     | 1956     | 1965     | 1975     | 1985     | 1992     | 2001     | 2002     | 2003     | 2004     | 2005     | 2006     | 2007     | 2008     | 2009     | 2010     |
| População |          |          |          | …        | …        | 7,575    | 10,498   | 12,548   | 13,632   | 14,892   | 14,871   | 14,952   | 14,869   | 14,776   | 14,678   | 14,445   | 14,273   | 14,113   | 13,934   |
| Fontes: Instituto Nacional de Estatísticas, „citypopulation.de“, „pop-stat.mashke.org“, Bulgarian Academy of Sciences |          |          |          |          |          |          |          |          |          |          |          |          |          |          |          |          |          |          |          |